# René Gagnon (Marine)
Pour les articles homonymes, voir René Gagnon et Gagnon.
René Arthur Gagnon, né le 7 mars 1925 et mort le 12 octobre 1979 à l'âge de 54 ans, est l'un des six Marines américains immortalisé par Joe Rosenthal sur la photographie Raising the Flag on Iwo Jima, lors de la bataille d'Iwo Jima durant la Seconde Guerre mondiale. 

## Biographie
René Gagnon est né à Manchester, dans le New Hampshire, et est l'unique enfant d'un couple d'immigrants canadien-français du Québec, Henry Gagnon (1905-1966) et Irène Marcotte (1901-1988). Ses parents divorcent lorsqu'il est en bas âge et il grandit sans son père. Plus âgé, René travaille aux côtés de sa mère dans une cordonnerie locale. Il est appelé sous les drapeaux en 1943, et choisit de rejoindre le corps des Marines des États-Unis.
Il participe à la bataille d'Iwo Jima durant la Seconde Guerre mondiale. Il est l'un des six marines américains immortalisés par Joe Rosenthal sur la photographie Raising the Flag on Iwo Jima. René Gagnon identifie les autres soldats de la photographie; en raison de sa présence sur cette photographie, René Gagnon participe à la campagne américaine du 7e emprunt de guerre national.

## Cinéma
René Gagnon est interprété par Jesse Bradford dans le film Mémoires de nos pères de Clint Eastwood.